# PyCharm
PyCharm ist eine integrierte Entwicklungsumgebung (IDE) des tschechischen Unternehmens JetBrains für die Programmiersprache Python.
Es existiert eine kostenlose, quelloffene Community-Version sowie eine Professional-Version. Mit der Community-Version können reine Python-Projekte erstellt werden. Die Professional-Version bietet weitere Unterstützungen, z. B. für HTML, JavaScript und SQL.

## Features
Zu den Features gehören Refactoring, Unterstützung des Webframeworks Django (Professional Version), direkter Zugriff auf die Google App Engine, Tools zur Versionskontrolle sowie vielfältige Möglichkeiten zum automatischen Erstellen und Vervollständigung von Code.
Seit April 2020 ist eine Installation von vollwertigem Python aus PyCharm heraus möglich.

## Voraussetzungen
- 64-bit-Version von Windows, macOS oder Linux
- mindestens: 4 GB RAM, empfohlen: 8 GB RAM
- 2,5 GB Speicherplatz und 1 GB Cache-Speicher[7]
- Python 2.7, Python 3.6 oder neuere Versionen[8]